# Dorothee Wong Loi Sing
Dorothee Wong Loi Sing (Paramaribo, 17 de enero de 1954) es una novelista y artista de Surinam.

## Biografía
Trabajó como escritora en el Proyecto de Alfabetización para Adultos del Ministerio de Educación de Surinam. Ella ha trabajado por más de quince años desde su hogar, mimeografiando, fotocopiando, y encuadernando obras de poesía, prosa, y teatro, tanto para adultos como para jóvenes. Tuvo un gran éxito con la publicación de la rcopilación Zwarte muze, witte creoolse (1983) con poemas en sranan tongo, inglés y neerlandés. Wong Loi Sing ha experimentado con diferentes lenguajes y estilos. Se destaca el análisis y tratamiento que hace de temas relacionados con el estatus de la mujer, sus creaciones despiertan el debate, como por ejemplo Makuba wordt feministe! (1984). Le gusta explorar nuevos caminos, apartándose de las formas tradicionales de Surinam, como se puede observar en la historia 'Witmans hel'  (publicado por  Nieuwe Surinaamse Verhalen, 1986). En 1984 ganó un premio por tres poemas en The Black Youth Annual Penmanships Awards en Londres. En el 1991 decide dejar de escribir, y se dedica a la pintura en la que explora numerosas técnicas.